# Leave Out All the Rest
Leave Out All the Rest – piąty i zarazem ostatni singel zespołu Linkin Park z albumu Minutes to Midnight. Teledysk do utworu nagrano w kwietniu 2008 r., zaś jego premiera miała miejsce 2 czerwca 2008. Można w nim znaleźć analogię do filmu W stronę słońca z 2007 roku.
Utwór był notowany na listach amerykańskiego Billboardu jeszcze przed oficjalną informacją o tym, że zostanie singlem – miało to miejsce zaraz po premierze albumu Minutes to Midnight – Leave Out All the Rest pojawiło się na 98. pozycji notowania „Pop 100”. Utwór pojawił się w ścieżce filmowej filmu Zmierzch.

## Lista utworów

### Wersja europejska
1. Leave Out All the Rest (wersja z singla)
2. In Pieces (na żywo)
3. Leave Out All the Rest (na żywo)

### Wersja japońska
1. Leave Out All The Rest
2. Leave Out All The Rest (na żywo w Milton Keynes)
3. Leave Out All The Rest (remiks M. Shinoda)

## Notowania
| Lista             | Pozycja |
| Billboard Pop 100 | 98      |